# Ковалёв, Владимир Александрович
Владимир Александрович Ковалёв (30 марта 1950, Ставрополь, РСФСР, СССР — 21 декабря 1987, Афганистан) — советский военнослужащий Военно-воздушных сил, участник боевых действий в Афганистане, Герой Советского Союза (29.07.1988, посмертно). Майор (1984). 

## Биография
Родился 30 марта 1950 года в Ставрополе в семье рабочего.
В 1967 году окончил среднюю школу, в 1967—1968 годах учился в Ставропольском учебном центре ДОСААФ, выполнив там 341 полёт на спортивных самолётах.
В августе 1968 года призван на службу в Советскую Армию. Учился в Балашовском высшем военном авиационном училище лётчиков, которое успешно окончил в 1972 году. С декабря 1972 года служил лётчиком самолета Ан-2 115-й отдельной военно-транспортной авиационной эскадрильи 105-й гвардейской воздушно-десантной дивизии (Фергана). С сентября 1973 года — помощник командира корабля Ан-26 2-го транспортного звена ВВС Московского военного округа (с февраля 1975 — 69-й отдельный транспортный авиационный отряд ВДВ СССР, дислоцировался в городе Клин Московской области). С марта 1978 года – командир авиационного звена 58-й отдельной военно-транспортной авиационной эскадрильи (Рязань). С апреля 1982 года – помощник командира корабля Ту-124 отдельного смешанного авиационного отряда в 43-м Центре боевого применения и переучивания лётного состава (Рязань). С февраля 1984 года — заместитель командира 124-й отдельной авиационной эскадрильи 73-й тяжелой бомбардировочной авиационной дивизии 37-й воздушной армии Верховного Главнокомандования (аэродром Серышево-2, Амурская область). Член КПСС с 1976 года.
С сентября 1987 года участвовал в боевых действиях в Афганистане в должности заместителя командира эскадрильи 50-го отдельного смешанного авиационного полка 34-го смешанного авиационного корпуса 40-й армии Туркестанского военного округа (Ограниченный контингент советских войск в Афганистане). За три месяца службы в ДРА майор Владимир Ковалёв совершил 180 боевых вылетов с налётом 356 часов, перевёз 367 военнослужащих, 285 раненых и больных, 158 тонн различных грузов.
Из наградного листа к присвоению звания Герой Советского Союза:
21 декабря 1987 года при выполнении боевого задания самолёт майора был подбит ракетой «Стингер». Управляя поражённой крылатой машиной, он приказал экипажу покинуть борт и направил самолёт в сторону от жилых построек. Катапультировавшись последним на малой высоте, отважный офицер погиб в результате удара о землю из-за нераскрытия парашюта при катапультировании.
В этот день, 21 декабря 1987 года, самолёт Ан-26РТ, управлявшийся Ковалёвым и направлявшийся в Кабул, был сбит близ Баграма ракетой ПЗРК «Стингер» (по другим данным, ракет было две) через 3 минуты после взлета на втором витке набора высоты по спирали и на высоте около 1200 м. Ракета попала в левое крыло самолёта. Экипаж, после отвода самолёта от жилых зданий, покинул его путём катапультирования на парашютах, однако Ковалёв разбился насмерть. Самолёт же упал в зеленой зоне в 2 км от аэродрома. 
Указом Президиума Верховного Совета СССР от 29 июля 1988 года «за мужество и героизм, проявленные при исполнении интернационального долга», майору Ковалёву Владимиру Александровичу посмертно присвоено звание Героя Советского Союза.
Похоронен Владимир Ковалёв на Новогражданском кладбище города Рязани.

## Награды
- Медаль «Золотая Звезда» Героя Советского Союза (29.07.1988, посмертно);
- Орден Ленина (29.07.1988, посмертно);
- Медали;
- Военный летчик 1-го класса (29.04.1982)

## Воинские звания
- Лейтенант — 1 ноября 1972,
- Старший лейтенант — 5 ноября 1974,
- Капитан — 22 августа 1978,
- Майор — 17 августа 1984.[2]

## Память
- Средней общеобразовательной школе № 9 в городе Ставрополе присвоено имя Героя Советского Союза В. А. Ковалева (2021).
- Именем В. А. Ковалёва названа улица в Ставрополе.